# Profanbau

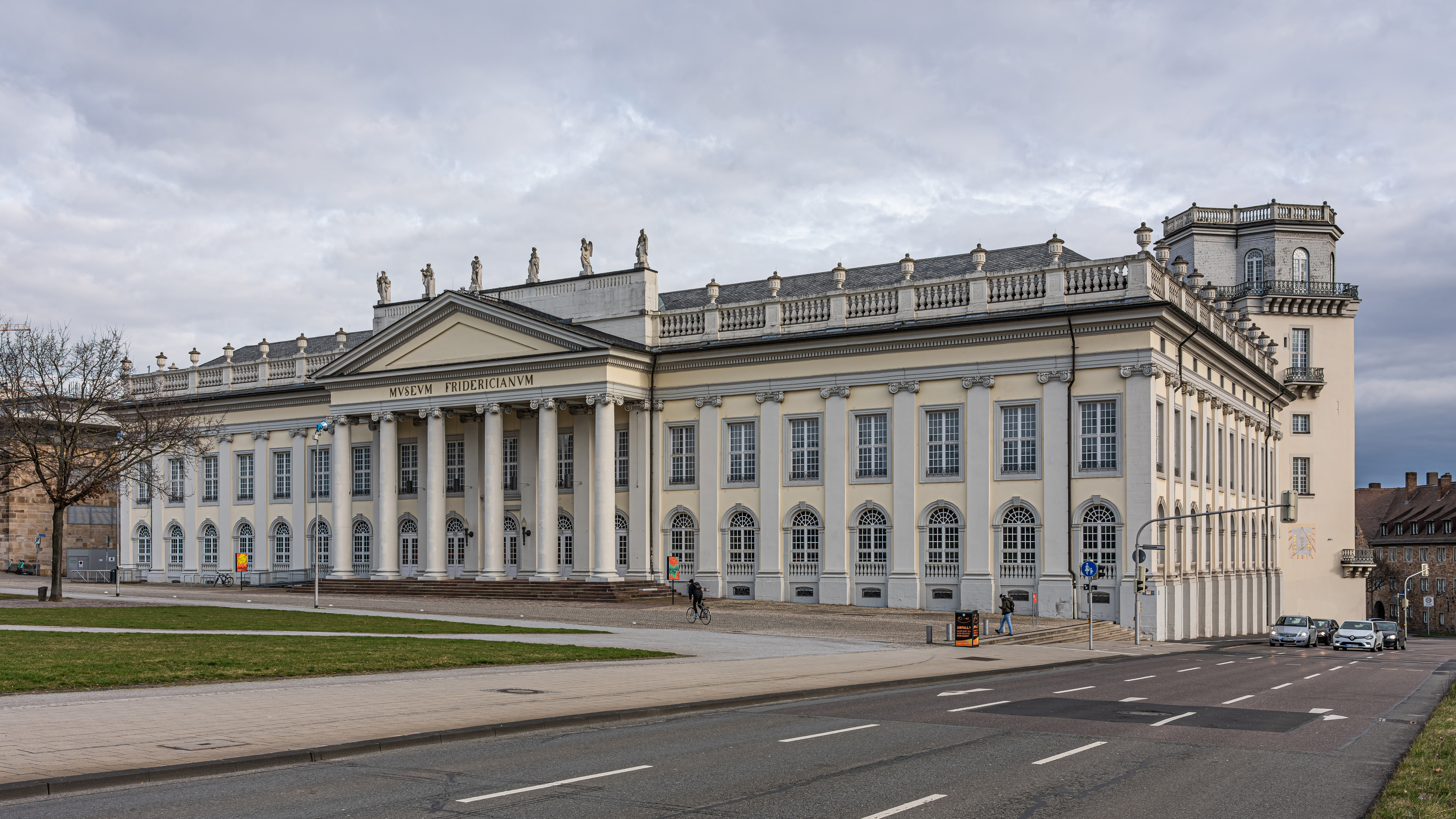
Beispiel eines Profanbaus: das Fridericianum in Kassel aus dem Jahr 1779, eines der ersten öffentlichen Museen auf dem europäischen Kontinent

Ein Profanbau (profan = ‚weltlich‘, ‚unkirchlich‘, ‚unheilig‘, von lat.: pro = ‚vor‘, ‚fanum‘ = ‚Heiligtum‘) ist ein Bauwerk, ein Gebäude, für weltliche Zwecke. Der Begriff wird in den Kunst- und Kulturwissenschaften, beispielsweise innerhalb der Architekturgeschichte, verwendet, um (öffentliche) Gebäude und deren Nutzungen voneinander abzugrenzen und zu typisieren. Als Gegenbegriff zum Profanbau gilt der Sakralbau, der kirchlichen beziehungsweise religiösen Zwecken vorbehalten ist. Beispiele für Profanbauten sind Museen, Bibliotheken, Gerichte, Rathäuser, Universitätsbauten oder Bahnhöfe.
Bauten können neben praktischem Nutzen auch weitere Funktionen haben; z. B. können sie Repräsentationsbauten (z. B. Palast, Gerichtsgebäude in aufwendiger Bauweise mit dekorativer Fassade) oder Zweckbauten sein (Letztere sind mehr oder weniger schmucklos). Es gab und gibt verschiedene Formensprachen; Näheres siehe z. B. Architekturstil.